# Jan Cornand

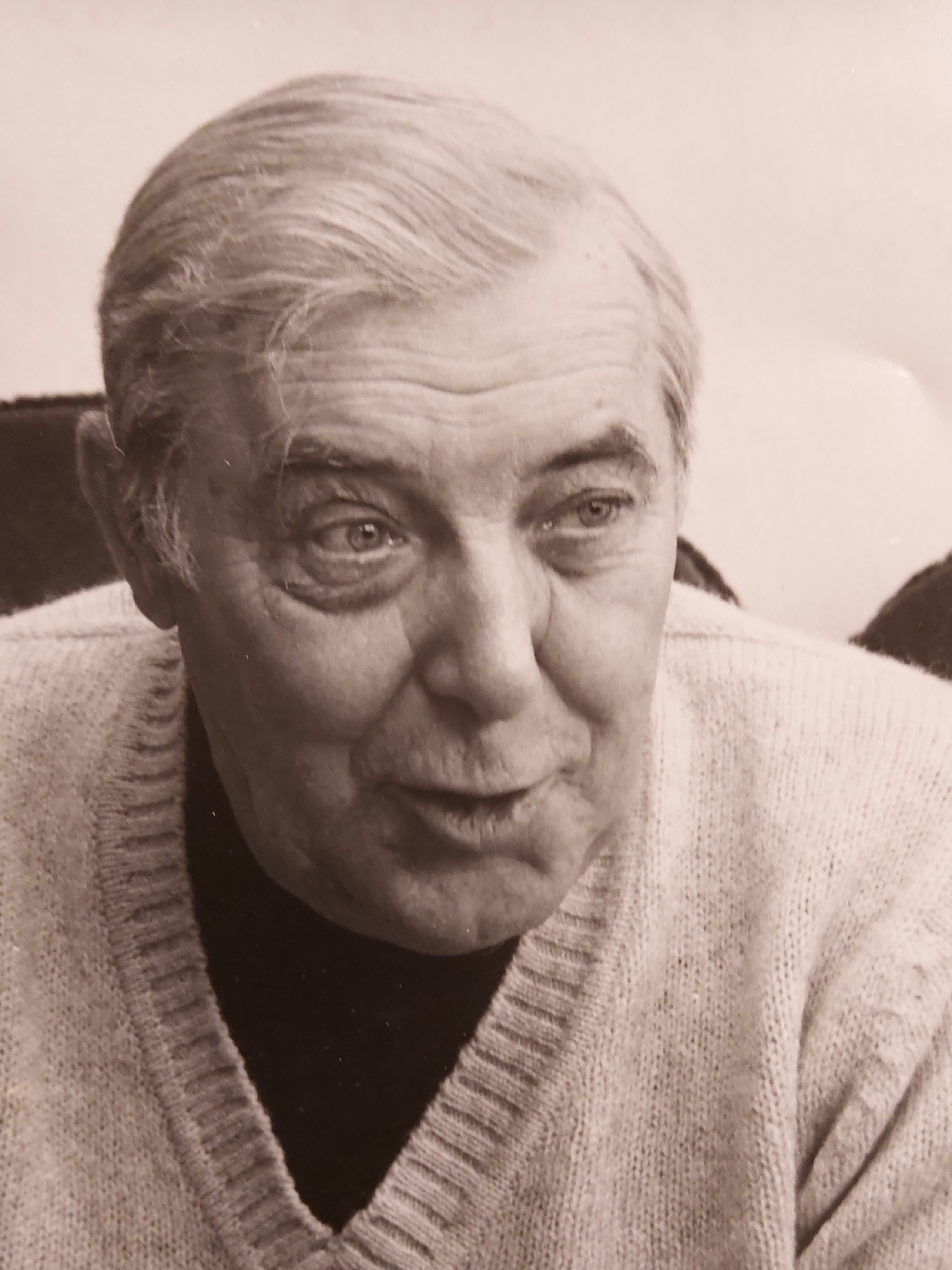
Jan Cornand

Jan Cornand (Erembodegem, 27 juni 1920 - Sint-Amandsberg, 24 januari 1984) was een Belgische sportjournalist bij dagblad Het Volk, waar hij rubriekleider wielrennen was.
Bovendien was hij schrijver van tal van boeken over diezelfde sport. Een passie waarover hij als geen ander kon vertellen en vooral schrijven. Sappige verhalen bij elk jaartal, naam of gebeurtenis. Als geen ander wist hij waar de roots en de gevoeligheden lagen bij deze volkse sport, een man van het terrein. Cornand was trouwens zelf actief als wielrenner in de jeugdreeksen.
Hij schreef ook onder de pseudoniemen Jan Aelsterman, Jam Bam en Piet Neuswijs enkele Vlaamse Filmkens, novellen en jeugdverhalen.

## Publicaties
- 1955: Goudstaven - Vlaamsche Filmkens - nr. 243.
- 1957: Avonturen in de Ronde van Frankrijk - Vlaamsche Filmkens - nr. 297.
- 1958: Hup, Hup, Favore! - Vlaamsche Filmkens - nr. 311.
- 1960: Mopsy - Vlaamsche Filmkens - nr. 371.
- 1960: Mus - Vlaamsche Filmkens - nr. 390.
- 1962: Elk op zijn manier! - Vlaamsche Filmkens - nr. 472.
- 1963: Aarde tegen Maan - Vlaamsche Filmkens - nr. 506.
- 1967: De "Club der 5" - Vlaamsche Filmkens - nr. 736.
- 1957: Humor en tragiek in de Tour - uitgave NV Drukkerij Het Volk.
- 1958: Figuren uit de Tour - Reinaert - Het Volk.
- 1958: De avonturen in de Ronde van Frankrijk - Vlaamsche Filmkens - nr. 297.
- 1959: Sabotage in de Tour - Reinaert Junior.
- 1975: En toen kwam Eddy Merckx - Drukkerij Het Volk.
- 1975: Hoe Merckx de Tour verloor - Drukkerij Het Volk.
- 1976: Merci Freddy, Merci Lucien - Drukkerij Het Volk.
- 1976: Gouden Lucien Buysse (biografie) - Drukkerij Het Volk.
- 1977: Het sprookje van Michel Pollentier - Drukkerij Het Volk.
- 1977: 6 x Eddy Merckx - Drukkerij Het Volk.
- 1977: Tour 77 - Drukkerij Het Volk.
- 1977: Van onze reporter ter plaatse - Drukkerij Het Volk.
- 1977: En toen ging Eddy Merckx - Seizoen 1978 - Het Volk.
- 1978: De eindeloze strijd - Seizoen 1979 - Het Volk.
- 1978: Eddy Merckx Story - Het Volk.
- 1979: Duet voor twee pedalen - Het Volk.
- 1979: Rik Van Looy Story - Het Volk.

Vooral bekend was zijn dagelijkse commentaar in de rubriek Mosterd en Pickles uit de Tour. Een cursiefje met een ludieke en kritische kijk op het Franse rondegebeuren.
Na zijn overlijden schreef operadirecteur en journalist Bart Lotigiers (1914-1995) - de paternelle grootvader van Helmut Lotti - een huldeboek opgedragen aan Jan Cornand, onder de titel Sportman en Volkse gentleman.
- International Standard Name Identifier: 0000 0000 2157 1591
- Library of Congress Control Number: n77016067
- Nederlandse Thesaurus van Auteursnamen: 070987467
- Virtual International Authority File: 57862671
- WorldCat: E39PBJj4xwmV7v8Qfqtb6RkVYP